# Sebastian Kramer

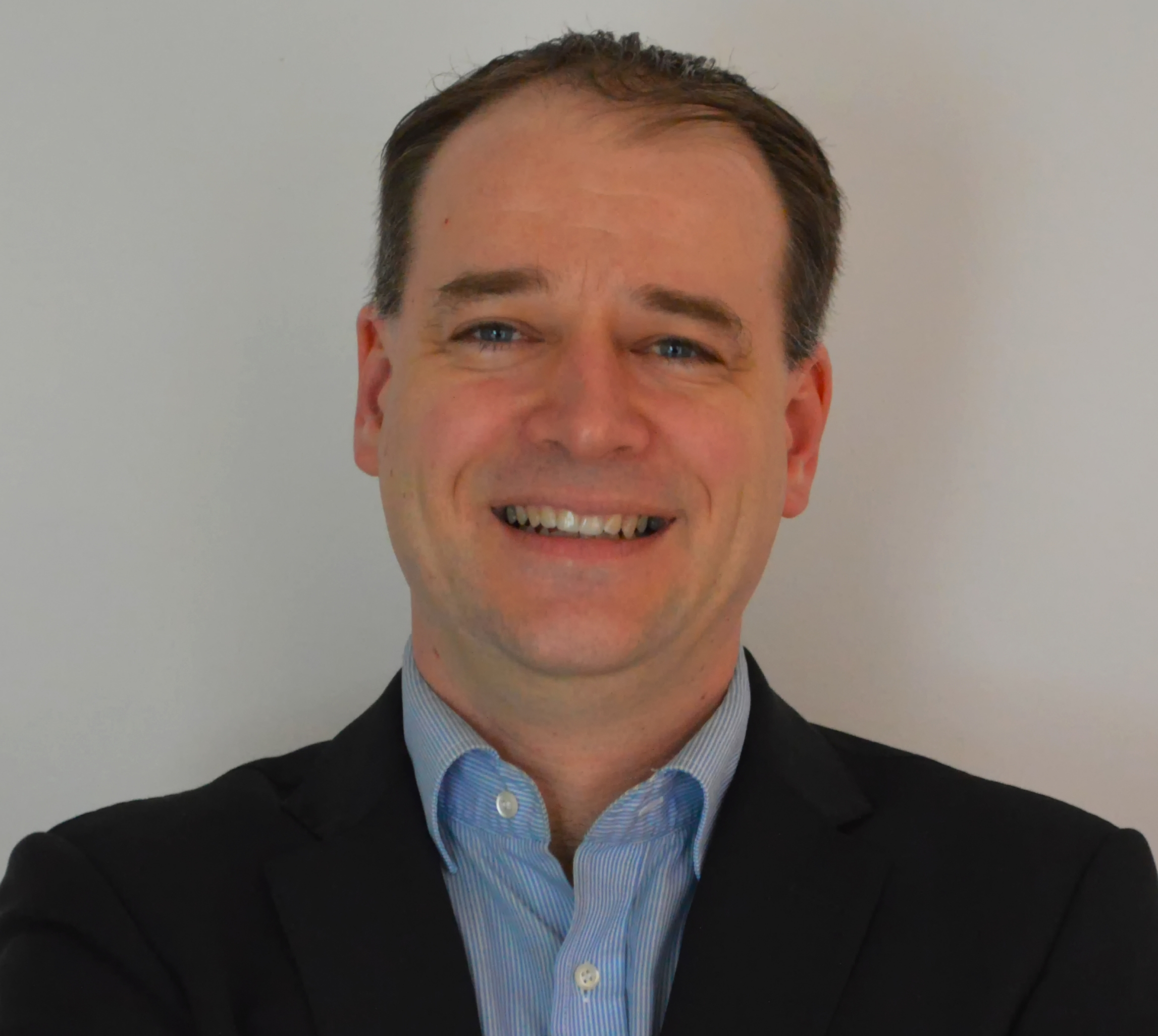
Vorstandsvorsitzender Hannoverscher Sportverein 1896eV

Sebastian Kramer (* 20. Dezember 1976) ist ein deutscher Manager und Sportfunktionär. Er arbeitet in der Personalabteilung des Reifenherstellers Continental AG. Kramer war zehn Jahre lang als Fanbeauftragter bei Hannover 96 tätig und war Mitbegründer sowie Vorstandsvorsitzender des ehemaligen Fan-Dachverbands Rote Kurve e.V. Von 2016 bis 2019 war er Mitglied des Aufsichtsrats von Hannover 96 e.V. Seit dem 23. März 2019 ist er Vorsitzender des Vereins.

## Engagement für Hannover 96
Am 23. März 2019 fand eine Mitgliederversammlung des Vereins Hannover 96 statt, auf dem in einer Kampfabstimmung alle fünf Aufsichtsratsposten mit Mitgliedern der bisherigen Opposition gegen den amtierenden Vorstandsvorsitzenden Martin Kind besetzt wurden. Diese hatten sich als Fünfer-Team mit einem gemeinsamen Programm zur Wahl gestellt, das unter dem Zitat des hannoverschen Künstlers Kurt Schwitters „vorwärts nach weit“ vorgestellt worden war. Der neue Aufsichtsrat schlug Kramer als Kandidaten für den Vorstandsvorsitz vor und bat ihn, die weiteren Vorstandsmitglieder vorzuschlagen.
Kramer kündigte bereits am Abend der Mitgliederversammlung an, zu prüfen, ob die neue Vereinsführung den Antrag Martin Kinds bei der DFL auf Ausnahmegenehmigung von der 50+1-Regel zurückziehen kann. In der ausgegliederten Profi-Fußballabteilung steht der neuen Führung unter Kramer allerdings weiterhin Martin Kind als Geschäftsführer und Mehrheitseigner gegenüber.
Sebastian Kramer ist zudem in den Ämtern Aufsichtsrat des Profifußballs (Hannover 96 KGAA) und Hannover 96 Management GmbH bestellt.